# Катарина фон Вид
Катарина фон Вид (на немски: Katharina von Wied; * 27 май 1552; † 13 ноември 1584, Лихтенау, погребана в Ингвайлер/Ингвилер, Франция) е графиня от Графство Вид-Рункел и чрез женитба графиня на Ханау-Лихтенберг.

## Произход
Тя е третата дъщеря на граф Йохан IV фон Вид-Рункел (ок. 1505 – 1581) и съпругата му графиня Катарина фон Ханау-Мюнценберг (1525 – 1581), дъщеря на граф Филип II фон Ханау-Мюнценберг (1501 – 1529) и графиня Юлиана фон Щолберг (1506 – 1580).

## Фамилия
Катарина се омъжва на 18 февруари 1572 г. в Бич, Швейцария, за граф Филип V фон Ханау-Лихтенберг (1541 – 1599). Тя е втората му съпруга. Те имат децата:
- Юлиана (1573 – 1582)
- Елеонора (1576 – умира като дете)
- Филип (1579 – 1580)
- Емилия (Амалия) (1582 – 1627)